# Kirche Mariä Himmelfahrt (Spišská Nová Ves)
Die Kirche Mariä Himmelfahrt (slowakisch Kostol Nanebovzatia Panny Márie) ist eine römisch-katholische Kirche in der slowakischen Stadt Spišská Nová Ves (deutsch Zipser Neudorf). Sie befindet sich in der Mitte des Hauptplatzes (heutiger slowakischer Name Radničné námestie) und ist mit ihrem 87 m hohen Turm, dem höchsten der Slowakei, ein Wahrzeichen der Stadt.

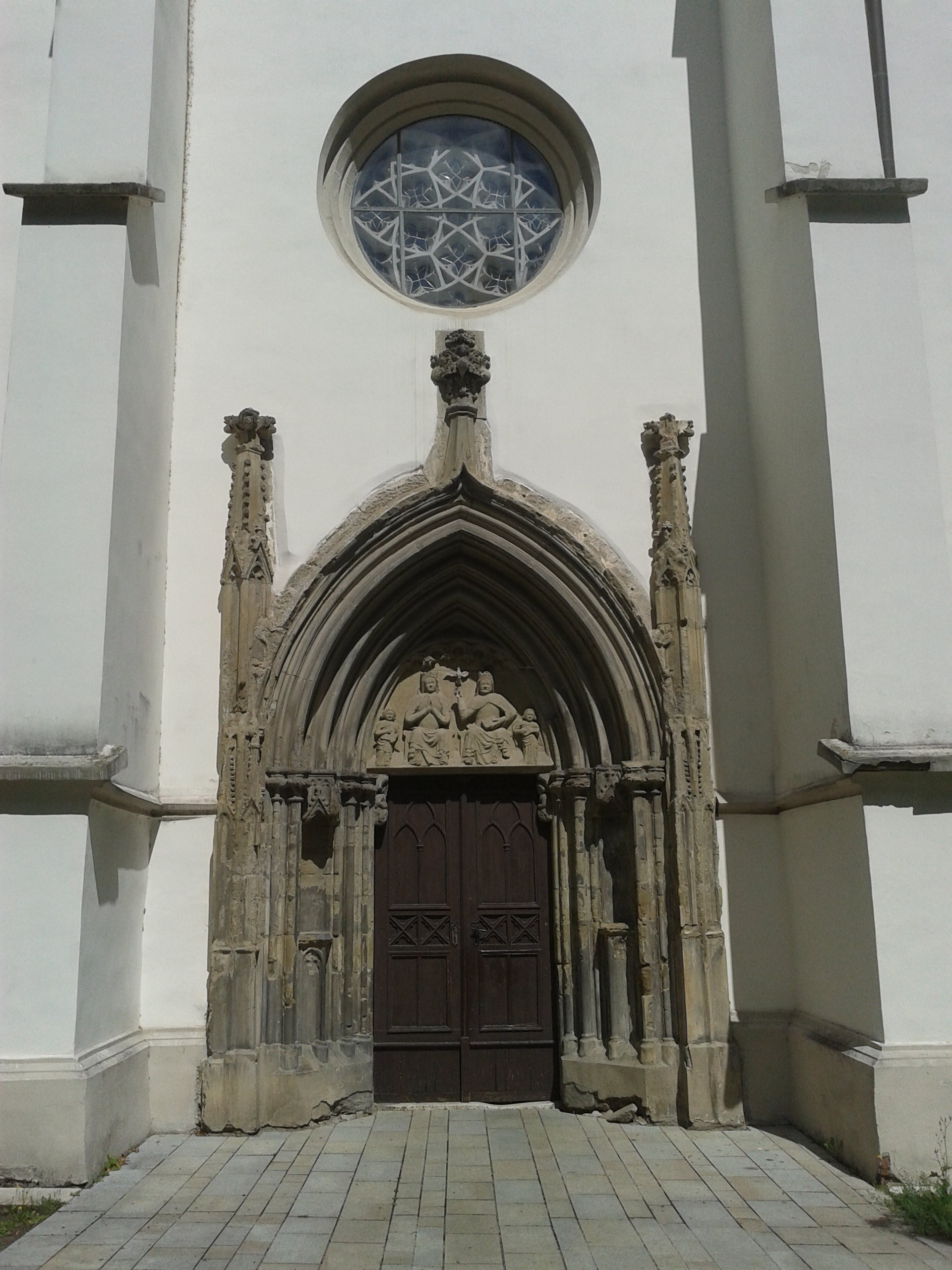
Das Südportal der Kirche

Die Kirche entstand in der zweiten Hälfte des 14. Jahrhunderts an der Stelle einer älteren Kirche. Es handelt sich um eine dreischiffige pseudobasilikale Hallenkirche, die ihr heutiges Aussehen durch mehrere Umbauten nach einem Brand im Jahr 1435 sowie einem Erdbeben sechs Jahre später erhielt. Im letzten Drittel des 18. Jahrhunderts wurde das Presbyterium umgebaut und der damals barocke Turm erhöht, der die gegenwärtige neogotische Gestalt nach einem Umbau in den Jahren 1892–1893 erhielt.
Der ursprüngliche gotische Altar wurde bereits durch einen neuen Renaissance-Altar ersetzt. Die heutigen Haupt- und Seitenaltäre wurden im späten 19. Jahrhundert von Dominik Dementz aus St. Ulrich in Gröden (heute Südtirol/Italien) gefertigt, die Kanzel und der Altar zum heiligen Grab sind hingegen ein Werk des heimischen Schnitzers J. Fuhrmann. Die um 1520 geschaffene Kreuzigungsgruppe des mittelalterlichen Bildhauers Paul von Leutschau hängt innen an der südlichen Außenwand. Zu den 1,6 bis 1,9 m hohen Plastiken gehörte auch eine Plastik der Maria Magdalena, die sich heute in der Kirche von Stratená befindet. Zum Inneren der Kirche gehören auch gotische Fresken, Konsekrationskreuze aus dem 15. Jahrhundert, Monstranz aus dem 16. Jahrhundert sowie ein Bronze-Taufbecken aus dem Jahr 1549.
Die gegenwärtige Orgel wurde 1888 von der Fabrik Gebrüder Rieger als opus 212 erbaut und hat 20 Register, verteilt auf zwei Manuale und Pedal.
Das Südportal aus der Zeit gegen 1390 im Stil der Hochgotik zeigt am Tympanon ein Relief der Krönung Mariens.
Der neogotische Kirchturm hat fünf aus verschiedenen Epochen stammende Glocken sowie sieben Turmuhren, davon vier oben und drei unten, alle durch ein gemeinsames Uhrwerk angetrieben. Die drei unteren Turmuhren sind ein Überrest des älteren gotischen Turms. Die ungewöhnliche Anzahl von Turmuhren ist Ursprung der ironischen Charakterisierung der Stadteinwohner als „blind“.